# Ricardo Páez
Ricardo David Páez Gómez (ur. 9 lutego 1979 w Acarígui) – wenezuelski piłkarz występujący najczęściej na pozycji ofensywnego pomocnika, obecnie zawodnik Mineros.
Jest synem innego wenezuelskiego piłkarza, Richarda Páeza.